# The Game Awards 2016
Les Games Awards 2016 sont l'édition des Game Awards qui se tient le 1er décembre 2016 et qui distingue des jeux vidéo sortis dans l'année 2016. La cérémonie est présentée par Geoff Keighley au Microsoft Theater. L’événement est retransmis en direct sur internet et attire plus de 3,8 millions de spectateurs.

## Nominations
Le 16 novembre 2016 sont annoncées les nominations. Deux jeux nommés dans la catégorie "Meilleur catégorie de fan" seront au cœur de l'actualité, il s'agit de AM2R et Pokémon Uranium. Ces deux jeux étant interdits par Nintendo, Geoff Keighley décide de leur interdire la possibilité d'avoir le prix.

## Palmarès
Sauf indications contraires, toutes les informations proviennent du site officiel des Game Awards et de GameBlog. Le jeu gagnant est indiqué en gras.
| Meilleur jeu | Meilleure réalisation |
| --- | --- |
| - Overwatch - Blizzard Entertainment - Doom - id Software - Inside - Playdead - Titanfall 2 - Respawn Entertainment - Uncharted 4: A Thief's End - Naughty Dog                                                                         | - Overwatch - Blizzard Entertainment - Battlefield 1 - Electronic Arts/DICE - Doom - id Software - Uncharted 4: A Thief's End - Naughty Dog - Titanfall 2 - Respawn Entertainment |
| Meilleure narration | Meilleure direction artistique |
| - Uncharted 4: A Thief's End - Naughty Dog - Firewatch - Campo Santo - Inside - Playdead - Mafia III - 2K Games - Oxenfree - Night School Studio                                                                                       | - Inside - Playdead - Abzû - Giant Squid - Firewatch - Campo Santo - Overwatch - Blizzard Entertainment - Uncharted 4: A Thief's End - Naughty Dog |
| Meilleure musique et design audio | Meilleure performance d'acteur |
| - Doom - id Software - Battlefield 1 - Electronic Arts/DICE - Inside - Playdead - Rez Infinite - Enhance Games - Thumper - Drool | - Uncharted 4: A Thief's End - Nolan North pour Nathan Drake - Uncharted 4: A Thief's End - Emily Rose as Elena - Uncharted 4: A Thief's End - Troy Baker as Sam Drake - Firewatch - Cissy Jones as Delilah - Firewatch - Rich Sommer as Henry - Mafia III - Alex Hernandez as Lincoln Clay |
| Meilleur jeu à message positif (Games for Impact) | Meilleur jeu indépendant |
| - That Dragon, Cancer – Numinous Games - Block’hood – Plethora Project - Orwell – Osmotic - Sea Hero Quest - Glitchers - 1979 Revolution: Black Friday - iNK Stories                                                                   | - Inside - Playdead - Firewatch - Campo Santo - Hyper Light Drifter - Heart Machine - Stardew Valley - ConcernedApe - The Witness - Thekla, Inc. |
| Meilleur jeu mobile/console portable | Meilleur jeu VR |
| - Pokémon Go – Niantic - Clash Royale - Supercell - Fire Emblem Fates - Intelligent Systems - Monster Hunter Generations - Capcom - Severed - DrinkBox Studios                                                                         | - Rez Infinite - Enhance Games - Batman: Arkham VR – Rocksteady Studios - Eve: Valkyrie - CCP Games - Job Simulator - Owlchemy Labs - Thumper - Drool |
| Meilleur jeu d'action | Meilleur jeu d'action/aventure |
| - Doom - id Software - Battlefield 1 - Electronic Arts/DICE - Overwatch - Blizzard Entertainment - Titanfall 2 - Respawn Entertainment - Gears of War 4 - The Coalition                                                                | - Dishonored 2 – Arkane Studios - Hyper Light Drifter - Heart Machine - Uncharted 4: A Thief's End - Naughty Dog - Ratchet & Clank – Insomniac Games - Hitman - IO Interactive |
| Meilleur RPG | Meilleur jeu de combat |
| - The Witcher 3: Wild Hunt – Blood and Wine – CD Projekt Red - Dark Souls III - FromSoftware - Deus Ex: Mankind Divided – Eidos Montréal - World of Warcraft: Legion – Blizzard Entertainment - Xenoblade Chronicles X - Monolith Soft | - Street Fighter V – Capcom - Killer Instinct Season Three – Iron Galaxy - The King of Fighters XIV – SNK - Pokkén Tournament – Bandai Namco Studios |
| Meilleur jeu de stratégie | Meilleur jeu pour la famille |
| - Civilization VI – Firaxis Games - Fire Emblem Fates – Intelligent Systems - The Banner Saga 2 – Stoic - Total War: Warhammer – Creative Assembly - XCOM 2 – Firaxis Games                                                            | - Pokémon Go – Niantic - Ratchet & Clank – Insomniac Games - Dragon Quest Builders - Square Enix - Skylanders: Imaginators – Toys for Bob - Lego Star Wars : Le Reveil de la Force – TT Fusion                                                                                              |
| Meilleur jeu de sport/course | Meilleur jeu multijoueur |
| - Forza Horizon 3 – Playground Games - FIFA 17 - EA Sports - NBA 2K18 - Visual Concepts /2K Sports - Pro Evolution Soccer 2018 - PES Productions /Konami - MLB The Show 16 - SIE San Diego Studio                                      | - Overwatch - Blizzard Entertainment - Battlefield 1 - Electronic Arts/DICE - Gears of War 4 - The Coalition - Titanfall 2 - Respawn Entertainment - Tom Clancy's Rainbow Six Siege – Ubisoft Montreal - Overcooked – Ghost Town Games                                                      |
| Meilleure création de fan | Jeu le plus attendu |
| - Enderal: The Shards of Order - Brutal Doom 64 - AM2R - Pokémon Uranium | - The Legend of Zelda: Breath of the Wild – Nintendo - God of War - Santa Monica Studio - Horizon Zero Dawn – Guerrilla Games - Mass Effect: Andromeda – BioWare - Red Dead Redemption 2 - Rockstar Games                                                                                   |
| Meilleur jeu E-Sport | Meilleur joueur E-Sport |
| - Overwatch - Blizzard Entertainment - Counter-Strike : Global Offensive - Valve - Dota 2 - Valve - Street Fighter V - Capcom - League of Legend - Riot Games                                                                          | - Marcelo "coldzera" David - SK Gaming - Hyun "ByuN" Woo - Lee Sang-hyeok "Faker" - SK Telecom T1 - Lee "Infiltration" Seon-woo - Team Razer - Juan "Hungrybox" Debiedma - Team Liquid |
| Meilleure équipe E-sport | Gamer de l'année |
| - Cloud9 - SK Telecom T1 - Wings Gaming - ROX Tigers - SK Gaming | - Boogie2988 - AngryJoeShow - Danny O'Dwyer - JackSepticEye - Lirik |

### Nominations/Prix multiples
| Nombres de nominations | Nombres de prix | Jeux                       |
| ---------------------- | --------------- | -------------------------- |
| 8                      | 2/8             | Uncharted 4: A Thief's End |
| 6                      | 4/6             | Overwatch                  |
| 5                      | 3/5             | Inside                     |
| 5                      | 0/5             | Firewatch                  |
| 4                      | 2/4             | Doom                       |
| 4                      | 0/4             | Titanfall 2                |
| 4                      | 0/4             | Battlefield 1              |
| 2                      | 2/2             | Pokémon Go                 |
| 2                      | 1/2             | Rez Infinite               |
| 2                      | 1/2             | Street Fighter V           |
| 2                      | 0/2             | Fire Emblem Fates          |
| 2                      | 0/2             | Gears of War 4             |
| 2                      | 0/2             | Hyper Light Drifter        |
| 2                      | 0/2             | Mafia III                  |
| 2                      | 0/2             | Ratchet & Clank            |
| 2                      | 0/2             | Thumper                    |